# Robinah Nabbanja
Robinah Nabbanja (Kakumiro, 17 de desembre de 1969) és una educadora i política ugandesa, primera ministra d'Uganda, des del 21 de juny de 2021. Va substituir a Ruhakana Rugunda. És la primera dona primera ministra d'Uganda.
Anteriorment, va exercir com a ministra de Salut de l'Estat per a les funcions generals al govern d'Uganda, entre el 14 de desembre de 2019 i el 3 de maig de 2021.
Simultàniament és membre del Parlament electa per la circumscripció de dones del districte de Kakumiro a l'11è Parlament (2021-2026), un paper que també va exercir al 10è Parlament (2016-2021).

## Trajectòria
Va néixer a l'actual districte de Kakumiro, el 17 de desembre de 1969. Va assistir a l'escola primària de Nkooko. Després va estudiar a l'escola secundària de St. Edward's Bukuumi, obtenint-hi el Certificat d'Educació i el Certificat d'Educació Avançat.
Entre els anys 1990 i 2000, va obtenir certificats i diplomes en estudis de lideratge, gestió i desenvolupament de diverses institucions, com ara la Universitat dels Màrtirs d'Uganda, l'Institut de Gestió d'Uganda, la Universitat Islàmica d'Uganda i l'Institut Nacional de Lideratge Kyankwanzi. La seva llicenciatura en estudis de democràcia i desenvolupament i el seu màster en arts en estudis de desenvolupament van ser premiats per la Universitat dels Màrtirs d'Uganda.
Entre 1993 i 1996, Nabbanja va ser professora d'escola a l'escola secundària Uganda Martyrs Kakumiro. Després va exercir com a consellera de districte, representant el subcomtat de Nkooko, al districte de Kibaale en aquell moment, des de 1998 fins a 2001. Al mateix temps, va exercir com a secretària de Salut, Gènere i Serveis Comunitaris del districte durant aquest període.
Després va passar els deu anys següents (2001-2010) servint com a Comissionada de Districte Resident als districtes de Pallisa, Busia i Budaka. El 2011, es va unir a la política electoral d'Uganda en competir amb èxit com a representant de les dones del districte de Kibaale al 9è Parlament (2011-2016). Quan es va crear el districte de Kakumiro l'any 2016, es va presentar a la circumscripció electoral de les dones al nou districte i va tornar a guanyar. Ella és la diputada en funcions.
En la remodelació del gabinet del 14 de desembre de 2019, Nabbanja va ser nomenada ministre estatal de Salut, en substitució de Sarah Achieng Opendi, qui va ser nomenada ministra d'estat de riquesa mineral. Després de l'aprovació parlamentària, va jurar el càrrec el 13 de gener de 2020.
Al nou gabinet nomenat el 8 de juny de 2021, Nabbanja va ser nomenada primer ministre del gabinet de 82 membres (de 2021 a 2026).